# Michele Pinto
Michele Pinto (ur. 2 stycznia 1931 w Teggiano) – włoski polityk i prawnik, senator, w latach 1996–1998 minister rolnictwa.

## Życiorys
Z wykształcenia prawnik, praktykował jako adwokat. Był działaczem Chrześcijańskiej Demokracji, po jej rozpadzie w latach 90. dołączył do Włoskiej Partii Ludowej. W 1983 po raz pierwszy został wybrany do skład Senatu. Reelekcję do wyższej izby włoskiego parlamentu uzyskiwał w 1987, 1992, 1994 i 1996, zasiadając w nim przez pięć kadencji (od IX do XIII) do 2001. 17 maja 1996 objął stanowisko ministra rolnictwa w koalicyjnym rządzie Romana Prodiego. Urząd ten sprawował do 21 października 1998.
Odznaczony Orderem Zasługi Republiki Włoskiej I klasy (2005).